# Nematolepis squamea
Nematolepis squamea  es una especie de arbusto o pequeño árbol perteneciente a la familia de las rutáceas. Es un endemismo de Australia.

## Descripción
Es un arbusto o pequeño árbol que alcanza un tamaño  de hasta 12 m de altura, los tallos son angulados y suaves. Las hojas estrechas, amplia-elípticas, de 5-10 cm de largo, 10-22 mm de ancho, el ápice agudo a obtuso, la superficie superior verde lisa, glabra y brillante, el envés plateado escamoso, con nervio central prominente. Las inflorescencias con 3-20 flores; con pedúnculo y pedicelos en ángulo, con escamas plateadas. Sépalos triangulares, glandulares, glabros. Pétalos 4-5 mm de largo, blancos, punteados con glándulas.

## Distribución y hábitat
Se encuentra principalmente en los distritos costeros en el bosque esclerófilo húmedo y la selva tropical en los barrancos húmedos de Nueva Gales del Sur y Queensland.

## Taxonomía
La especie fue descrita por primera vez en 1805 y llamada Eriostemon squamea., posteriormente fue transferida al género Phebalium en 1896 y posteriormente a Nematolepis por Paul Graham Wilson en 1998. Fue publicado en Nuytsia 12(2): 279, en el año 1998.
Subespecies aceptadas
- N. squamea subsp. coriacea (Paul G.Wilson) Paul G.Wilson
- N. squamea subsp. retusa (Hook.) Paul G.Wilson
- N. squamea  (Labill.) Paul G. Wilson subsp. squamea

Sinonimia
- Eriostemon squameus Labill. basónimo
- Phebalium squameum  (Labill) Engl.[4]
- Phebalium argenteum Sm.
- Phebalium billardierei A.Juss.
- Eriostemon squamea orth. var. Labill.[5]